# Грм-при-Подземлю
Грм-при-Подземлю (словен. Grm pri Podzemlju) — поселення в общині Метлика, регіон Південно-Східна Словенія, Словенія.